# Araceli (nome)
Araceli  è un nome proprio di persona spagnolo femminile.

## Varianti
- Femminili: Aracelis[1][2], Aracely[1], Arcelia[1]

## Origine e diffusione
È composto dai termini latino ara, "altare", e coeli, "cielo", e significa quindi "altare del cielo". Il primo elemento viene individuato, da alcune fonti, anche nel nome Arabella, mentre il secondo è parte costituente del nome Celia.
È ripreso direttamente da un epiteto della Madonna. È in tal senso analogo a diversi altro nomi di ispirazione mariana, come Consuelo, Dolores, Núria, Candelaria, Pilar, Rocío e Milagros.

## Onomastico
L'onomastico si può festeggiare la prima domenica di maggio in onore della già citata Maria Santissima di Araceli, patrona della città di Lucena, una cui immagine si trova nella Basilica di Santa Maria in Aracoeli a Roma.

## Persone
- Araceli Gilbert, pittrice ecuadoriana
- Araceli Jover, attrice spagnola
- Araceli Segarra, alpinista, attrice e fisioterapista spagnola
- Araceli Valdez, vero nome di Ara Celi, attrice statunitense

### Variante Aracely
- Aracely Arámbula, cantante e attrice messicana

## Il nome nelle arti
- Araceli è un personaggio del film del 2002 Piedras, diretto da Ramón Salazar.